# استان هامگیونگ
استان هامگیونگ (انگلیسی: Hamgyong Province) یکی از هشت استان کره در دوره پادشاهی چوسون بود.